# グッピー!!
『グッピー!!』（英: GOOD PEOPLE）は、一部日本テレビ系列局と一部TBS系列局で放送された読売テレビ製作のバラエティ番組。製作局の読売テレビでは2005年4月7日から2006年3月30日まで、同局の深夜番組放送枠『木丼』第2部の番組として放送された。

## 概要
山口智充 (DonDokoDon) と東野幸治が毎回様々なバラエティ企画を遂行していた深夜番組である。2人は「恋愛税」なるものの取締官やオタク男性などに扮し、各回の女性ゲストたちの過去や3サイズの実測値などを暴いていた。

## スタッフ
- 構成 - 遠藤みちスケ、山名宏和 / 中垣ヒデキ、林賢一
- タイトルデザイン - 堀内肇
- ディレクター - 於久賢仁 / 加藤伸一、高畑慎一、八杖大介
- 制作プロデューサー - 伊藤実枝子
- 演出・プロデューサー - 西田二郎 (YTV)
- チーフプロデューサー - 武野一起 (YTV)
- 技術協力 - ループ、アンサーズ
- 美術協力 - フジアール
- スタッフ協力 - スポニチクリエイツ、バックアップメディア、社員
- 制作協力 - RUMBLE BEE inc.
- 制作著作 - よみうりテレビ

## 主な企画
- 恋の確定申告
- 女限定占い喫茶
- 流出アイドル・週刊グッピー

## 放送局
| 放送対象地域   | 放送局           | 系列           | 放送日時                                                | 備考                    |
| -------------- | ---------------- | -------------- | ------------------------------------------------------- | ----------------------- |
| 近畿広域圏     | 読売テレビ       | 日本テレビ系列 | 木曜 24:50 - 25:20 （『木丼』第2部）                    | 製作局                  |
| 関東広域圏     | 日本テレビ       | 日本テレビ系列 | 金曜 26:38 - 27:08 （前期） 木曜 25:40 - 26:10 （後期） | 遅れ日数不明 → 50分遅れ |
| 石川県         | テレビ金沢       | 日本テレビ系列 | 火曜 25:22 - 25:52                                      | 19日遅れ                |
| 長野県         | テレビ信州       | 日本テレビ系列 | 金曜 26:00 - 26:30                                      | 15日遅れ                |
| 香川県・岡山県 | 西日本放送       | 日本テレビ系列 | 月曜 24:50 - 25:20                                      | 11日遅れ                |
| 長崎県         | 長崎国際テレビ   | 日本テレビ系列 | 月曜 24:20 - 24:50                                      | 11日遅れ                |
| 鹿児島県       | 鹿児島読売テレビ | 日本テレビ系列 | 金曜 25:39 - 26:09 （前期） 木曜 24:20 - 24:50 （後期） | 遅れ日数不明 → 7日遅れ  |
| 大分県         | 大分放送         | TBS系列        | 月曜 24:55 - 25:25                                      | 18日遅れ                |